# Cantonul Saint-Genis-de-Saintonge
Cantonul Saint-Genis-de-Saintonge este un canton din arondismentul Jonzac, departamentul Charente-Maritime, regiunea Poitou-Charentes, Franța.

## Comune
| Comune                      | Populație (1999) | Cod poștal | Cod INSEE |
| --------------------------- | ---------------- | ---------- | --------- |
| Bois                        | 543              | 17240      | 17050     |
| Champagnolles               | 554              | 17240      | 17084     |
| Clam                        | 379              | 17500      | 17108     |
| Clion                       | 803              | 17240      | 17111     |
| Givrezac                    | 78               | 17260      | 17178     |
| Lorignac                    | 472              | 17240      | 17210     |
| Mosnac                      | 480              | 17240      | 17250     |
| Plassac                     | 630              | 17240      | 17279     |
| Saint-Dizant-du-Gua         | 522              | 17240      | 17325     |
| Saint-Fort-sur-Gironde      | 854              | 17240      | 17328     |
| Saint-Genis-de-Saintonge    | 1.262            | 17240      | 17331     |
| Saint-Georges-Antignac      | 400              | 17240      | 17332     |
| Saint-Germain-du-Seudre     | 359              | 17240      | 17342     |
| Saint-Grégoire-d'Ardennes   | 134              | 17240      | 17343     |
| Saint-Palais-de-Phiolin     | 227              | 17800      | 17379     |
| Saint-Sigismond-de-Clermont | 163              | 17240      | 17402     |